# Izydor Ceceniowski
Izydor Ceceniowski (ur. 10 maja 1887, zm. 9 listopada 1915) – porucznik Legionów Polskich.

## Życiorys
Urodził się w Samogródku na Ukrainie w rodzinie Eligiusza i Marii z Uderskich. Po ukończeniu gimnazjum w Żytomierzu, w którym działał w tajnym kółku samokształcenia, zdał egzamin maturalny i rozpoczął studia na politechnice w Kijowie. Po pierwszym roku studiów przeniósł się do Szkoły Politechnicznej we Lwowie, gdzie studiował budownictwo i architekturę. Członek Wydziału Towarzystwa Bratniej Pomocy Słuchaczów Szkoły Politechnicznej.  Po ukończeniu studiów pracował jako inżynier architekt. W 1912 r. wraz z Hipolitem Śliwińskim i Włodzimierzem Tetmajerem zaprojektował II Dom Techników we Lwowie (wybudowany w latach 1921–1927). Izydor Ceceniowski był jednym z pierwszych członków Związku Strzeleckiego we Lwowie. 
Po wybuchu I wojny światowej był w pierwszych oddziałach tworzonych przez Piłsudskiego w Krakowie Legionów. We wrześniu został mianowany dowódcą plutonu w VI baonie. Odznaczył się pod Krzywopłotami i Łowczówkiem. 1 stycznia 1915 roku został mianowany podporucznikiem piechoty. Latem 1915 awansowany na porucznika piechoty, objął dowództwo kompanii.
W dniu 5 listopada 1915 roku został ciężko ranny w brzuch, zmarł z odniesionych ran 9 listopada w szpitalu polowym, pochowany na cmentarzu w Wołczecku.

## Ordery i odznaczenia
- Orderem Virtuti Militari V klasy nr 7171[3]
- Krzyż Niepodległości